# 유재호 (바둑 기사)
유재호(劉栽豪, 1988년 11월 9일 ~ )는 대한민국의 바둑 기사이다.

## 약력
한국기원 부산 지역연구생 출신으로 장명한 문하에서 바둑을 배웠다. 2003년 부산시장배와 LG정유배 전국Cyber 아마바둑대회에서 우승했고 2004년 도원배에서 우승하고 삼성화재배 아마바둑대회에서 준우승을 차지했다. 2004년 프로에 입단하였다. 2013년 5단을 거쳐 2015년 8월에 6단으로 승단하였다. 2005년 제5기 오스람코리아배 신예연승최강전 본선과 제10회 삼성화재배 월드 바둑마스터스 16강에 진출했다. 2006년 제11기 박카스배 천원전 본선과 2008년 제8회 오스람코리아배 신예 본선에 올랐으며 2010년 국수전 본선에 진출했다. 2017년 7단으로 승단했다.